# Claudia Wurzel
Claudia Wurzel (1 maja 1987 w Marburgu) – włoska wioślarka.

## Osiągnięcia
- Mistrzostwa Świata Juniorów – Banyoles 2004 – ósemka – 8. miejsce[1].
- Mistrzostwa Świata Juniorów – Brandenburg 2005 – czwórka bez sternika – 1. miejsce[1].
- Mistrzostwa Świata U-23 – Račice 2009 – czwórka bez sternika – 2. miejsce[1].
- Mistrzostwa Europy – Montemor-o-Velho 2010 – dwójka bez sternika – 4. miejsce[1].
- Mistrzostwa Europy – Montemor-o-Velho 2010 – czwórka bez sternika – 2. miejsce[1].